# Фуријанои (Белуно)
Фуријанои (итал. Furianoi) је насеље у Италији у округу Белуно, региону Венето.
Према процени из 2011. у насељу је живело 26 становника. Насеље се налази на надморској висини од 811 м.